# Anthony Nuttall
Anthony David Nuttall (25 avril 1937–24 janvier 2007) est un universitaire et un critique littéraire anglais.

## Biographie
Nuttall a suivi sa scolarité à l'Hereford Cathedral School de Hereford, au Watford Grammar School for Boys de Watford et à Merton College de l'université d'Oxford, où il a étudié à la fois les Humanités et la littérature anglaise. Là, il écrit une thèse de troisième cycle sur La Tempête de Shakespeare, publiée ultérieurement sous le titre Two Concepts of Allegory (1968), et considérée par certains comme son livre le plus original.
Nuttall enseigne tout d'abord à l'université du Sussex, où il est successivement maître de conférences, chargé de cours, puis professeur titulaire de la chaire d'anglais. Il a comme étudiants le philosophe Anthony Grayling et le critique et biographe Robert Fraser. Après une période agitée en tant que vice-président adjoint de l'université du Sussex, il intègre le New College de l'université d'Oxford en 1984, ayant été finalement élu à une chaire d'Oxford. Ses œuvres publiées comprennent des études sur Shakespeare et des travaux sur les relations entre la philosophie et la littérature.
Son ouvrage principal concernant Shakespeare est sans doute Shakespeare the Thinker en 2007, dans lequel il critique ses travaux précédents, où il avait forcé, inutilement selon lui, Shakespeare dans un cadre métaphysique abstrait. À la place, Nuttall tente de défaire cette tradition par une approche pataphysique, où les objets du quotidien, comme les œufs, les raquettes de tennis et autres phénomènes ordinaires acquièrent une absurde métalepse dans leur relation satirique avec les tragédies de Shakespeare. Dans une tradition plus philosophique, A Common Sky trace les répercussions littéraires à la fois de la tradition empirique anglaise et de l'idée du solipsisme. Ses travaux sont tout entiers caractérisés par une vaste connaissance des sources classiques, du bon sens, une profonde humanité, un robuste sens de l'humour et par d'occasionnelles références à la culture populaire.